# Памятник М. И. Калинину (Минск)
Памятник М. И. Калинину — монументальная статуя в Минске, установленная в 1978 году на площади Калинина. Памятник сооружён по проекту скульпторов И. М. Глебова, В. В. Полийчука, архитекторов Ю. П. Григорьева и А. Ф. Невзорова. Посвящён советскому государственному и партийному деятелю, «всесоюзному старосте» М. И. Калинину. Статуя включена в Государственный список историко-культурных ценностей по г. Минску.

## История
Многолетний официальный глава советского государства М. И. Калинин неоднократно посещал Минск. В частности, 20 июня 1919 года, прибыв в Минск на агитпоезде, он выступил с речами на Троицкой горе и в стенах театра оперы и балета.
После смерти председателя Президиума Верховного Совета СССР было принято постановление Совета Министров СССР от 30 июня 1946 года «Об увековечении памяти Михаила Ивановича Калинина».
На площади Калинина, сформированной в ходе послевоенного восстановления Минска, неподалеку от входа в Центральный ботанический сад в 1978 году по проекту скульпторов И. М. Глебова, В. В. Полийчука, архитекторов Ю. П. Григорьева и А. Ф. Невзорова была установлена бронзовая статуя «рабоче-крестьянского президента» на красном прямоугольном гранитном постаменте, сооружённом на ступенчатом стилобате. Скульптура высотой около 5,5 метров стала идейно-художественным центром площади, входящей в архитектурный ансамбль главной магистрали Минска — проспекта Независимости. Памятник окружают высокие ели.